# Гебдон, Иван
Иван Гебдон — английский дипломат, русский резидент в Голландии и Англии.

## Биография
Иван Гебдон прибыл с британских островов в Россию в 1647 году и первое время был толмачом среди живших в Москве таких же как он английских «гостей». В 1650 году у него были взрослый сын Иван Ричард и дочь, замужем за торговым англичанином Томасом Брейном. Из дел Приказа тайных дел видно, что царь Алексей Михайлович через его посредничество выписывал из Западной Европы шелковые ткани, ковры, хрустальную посуду, чеканные кубки и т. п., приглашал на свою службу золотого и серебряного дела мастеров, алмазников, резцов. Ему же поручалась продажа русского сырья за границей. За свою службу Г. получал жалованья 3000 ефимков. 
Обыкновенно русские товары он продавал по более дешевой цене, а иноземные товары покупал по более дорогой, чем та, которая указывалась ему в Москве. 19 января 1652 года определено было послать в Голландию, Цесарию, Флоренцию и Венецию купчин Ивана Лента и Ивана Гебдона для покупки про дворцовый обиход узорочных товаров на 10000 рублей. В самом начале поездки, еще в Риге, Гебдон узнал местопребывание самозванца Тимошки Анкудинова, выдававшего себя за сына царя Василия Шуйского. По приказу из Москвы он принял участие в его поимке и содействовал его выдаче. 
7 июня 1654 года И. Гебдон возвратился в Москву и привез с собою каменье, аксамиты, атласы золотные и гладкие, бархат и т. п. Вместе с тем он донес о желании флорентийского герцога производить с Московским государством торг. Царь остался весьма доволен привезёнными из-за границы товарами и даже наградил его. 
В 1655 году Иван Гебдон, в компании с другими англичанами, активно занялся бизнесом по добыче икры. 
В 1656 году он ездил самостоятельно в Венецию в звании «гостя и комиссариуса». 
21 марта 1658 года Гебдон И. был отправлен в Голландию, в звании комиссариуса, с сыном Ричардом для покупки оружия и приглашения на русскую службу офицеров, доктора и аптекаря. В декабре 1659 года он возвратился в Москву с грамотой голландских штатов к царю и был награждён соболями на 200 рублей. В этом же году он стал вести смоляное дело; откуп был дан ему на три года, а затем продолжен еще на столько же. Кроме икряного и смоляного дела, он, будучи весьма предприимчивым человеком, не отказывался и от других торговых операций. 
16 июня 1660 года он послан был в звании резидента в разные государства, главным же образом в Голландию и Англию. В Голландию он повез государевы грамоты к штатам и к Амстердамской компании с просьбой дозволить купить всякого ружья и пороху и нанять в московскую службу генералов, офицеров, рейтар, солдат и всяких мастеровых. Выехав из Архангельска в октябре, он 1 ноября приехал в Амстердам, а 20-го принят был штатами. Порученное ему дело о займе сначала не удалось, но потом он сумел запродать торговому дому Фоглер и Клинк пеньку на 90000 рублей и получить аванс. Купленные на эти деньги порох и мушкеты он отправил в Москву со своим сыном. Нанятые им генерал-поручик Карл Эргарт и другие офицеры приехали в Москву в 1662 году. 
Из Голландии Иван Гебдон отправился 26 декабря 1660 года в Англию, где в это время возвратил себе престол Карл II Стюарт. Русский резидент сообщил королю желание русского царя нанять на свою службу 3000 конных и пеших ратных людей с офицерами. Король разрешил набирать ратных людей, и его разрешение было утверждено парламентом 29 марта 1661 года. С известием об этом и с королевским письмом Гебдон послал в Москву своего сына Ивана (младшего). Ему удалось нанять на русскую службу 3000 рядовых с генералом Вилимом Келетравом, полковниками и офицерами во главе. 
В 1662 году были отправлены в Англию, по совету Гебдона, послы стольник князь Пётр Семёнович Прозоровский и дворянин Иван Желябужский поздравить Карла II с восшествием на престол. 
В Лондоне Желябужский поссорился с Гебдоном и донёс в Москву, что Гебдон утаивает получаемые из королевской казны деньги на содержание послов, дает им дурную пищу, взял себе на посольском дворе лучшие комнаты, распускает дурные слухи о русских людях, дешевит царские подарки и препятствует послам исполнить данное им поручение — занять у английских купцов 31000 ефимков. 
До 1663 года Гебдон почти все время жил в Англии, но иногда ездил и в Голландию, а в конце 1663 года в Венецию.
6 февраля 1664 года он приехал в Москву вместе с английским великим и полномочным послом графом Карлом Карлейлем. Через неделю он был принят царем и представил королевское письмо с уведомлением о том, что Карл II пожаловал Гебдона за верную его к царю службу, в присутствии русского посла князя Прозоровского, кавалером и своим камер-юнкером. 
Летом 1664 года Ивану Гебдону пришлось отвечать на предъявленные ему послами обвинения. В челобитной своей, поданной им по этому поводу царю, он просил: 
«Пожалуй меня, иноземца, для моих службишков, что я служил тебе, великому государю, не вели, государь, меня, иноземца, и моих в напрасной разорить и отгонить от своей государской милости... а буде... какие мои слова были, которые... не довелось мне говорить, вели, государь, почесть к моему иноземчеству».
Карлейль, посланный, чтобы просить возвращения привилегий английским купцам, потерпел в этом неудачу и уехал в Швецию. В Лондон послан был стольник Дашков для объяснений. К нему явился возвратившийся в Англию Гебдон с предложением своих услуг царю и хвалился, что он уговаривает вельмож не заключать союза с Швецией против царя, представляя, что России они этим большого вреда не сделают, а без русских товаров им обойтись нельзя. 
16 сентября 1667 года кавалер Иван Гебдон вновь приехал в Москву уже в качестве чрезвычайного английского посла и просил о возвращении английским купцам прежних привилегий и о высылке голландских купцов из России. 9 июля 1668 года царь отпустил его и обещал рассмотреть его требования.
4 января 1677 года прибыл в Москву чрезвычайный английский посланник, кавалер Иван Гебдон-сын. Он был прислан поздравить царя Фёдора III Алексеевича с восшествием на престол и возобновить просьбу о возвращении английскому купечеству прежних привилегий. 9 сентября Гебдон получил отпускную аудиенцию, но остался в Москве. Продолжительное его пребывание вызвало неудовольствие царя; 14 ноября он написал к королю письмо с жалобой, что Гебдон, «быв отпущен из Москвы, не едет, за отца своего в долгах считаться не хочет и о долгах отца своего, бив челом бесстыдно, великую ему государю навел докуку». Неудовольствие царя еще увеличилось, когда 4 января 1678 года слуга Гебдона убил стрельца. Только 5 марта Гебдон покинул Москву вместе с примкнувшим к нему Лаврентием Рингубером.